# Rodrigo Odriozola
Rodrigo Odriozola é um futebolista uruguaio que atua como goleiro. Atualmente defende o Deportivo Pasto.